# Ondřej Hotárek
Ondřej Hotárek (Brno, 25 gennaio 1984) è un pattinatore artistico su ghiaccio ceco naturalizzato italiano.

## Biografia
Per la Repubblica Ceca ha conquistato due terzi posti (2003 e 2004) ai Campionati cechi di pattinaggio di figura nel singolo, per poi passare al pattinaggio a coppie gareggiando con Veronika Havlíčková.
Dal 2006 rappresenta l'Italia. In coppia con Laura Magitteri ha conquistato due primi (2007 e 2008) e un terzo posto (2009) ai Campionati italiani di pattinaggio di figura; dal 2009 fa coppia con Stefania Berton, con la quale ha conquistato il secondo posto ai Campionati italiani del 2010.
Ondřej ha partecipato, insieme ad Stefania Berton, all'ISU World Team Trophy svoltosi a Tokyo.
Il 24 gennaio 2013 durante i Campionati europei di pattinaggio, sempre in coppia con Stefania Berton, Ondřej ha conquistato una storica medaglia di bronzo.
Dal 2014 gareggia con Valentina Marchei.
Il 20 giugno 2015, dopo alcuni anni di fidanzamento, sposa la danzatrice su ghiaccio Anna Cappellini.

## Programmi
(con Marchei)
| Stagione  | Programma corto                    | Programma libero                                                                              | Esibizione |
| --------- | ---------------------------------- | --------------------------------------------------------------------------------------------- | ---------- |
| 2015-2016 | - Morir d'amor di Marianna Cataldi | - The Way We Were - Saturday Night Fever di Barry Gibb, Maurice Gibb, Robin Gibb, David Shire |            |
| 2013-2014 | - Malagueña                        | - La Strada di Nino Rota                                                                      |            |

(con Berton) 
| Stagione  | Programma corto | Programma libero                                                                                               | Esibizioni                                                         |
| --------- | --- | --- | ------------------------------------------------------------------ |
| 2013-2014 | - The Mask | - Dracula di Philipp Glass                                                                                     | - Nessun dorma di Giacomo Puccini cantato da Luciano Pavarotti     |
| 2012-2013 | - Paint It Black di The Rolling Stones                                                                                 | - Poeta en el viento di Vicente Amigo                                                                          | - Dirty Dancing                                                    |
| 2011-2012 | - Harlem Nocturne di Earle Hagen, Dick Rogers - Demasiado Corazon di Willy DeVille coreografato da Pasquale Camerlengo | - Adagio in sol minore (per organo e archi) di Remo Giazotto, Tomaso Albinoni coreografato da Anjelika Krylova | - Caruso di Lucio Dalla cantata da Lucio Dalla e Luciano Pavarotti |
| 2010–2011 | - Invierno Porteno di Astor Piazzolla                                                                                  | - Romeo e Giulietta di Nino Rota                                                                               | - Unchained Melody di The Righteous Brothers                       |
| 2009–2010 | - Caos Calmo di Paolo Buonvino                                                                                         | - Notre-Dame de Paris di Riccardo Cocciante                                                                    | - Romeo e Giulietta di Nino Rota                                   |

## Palmarès

### Carriera di coppia

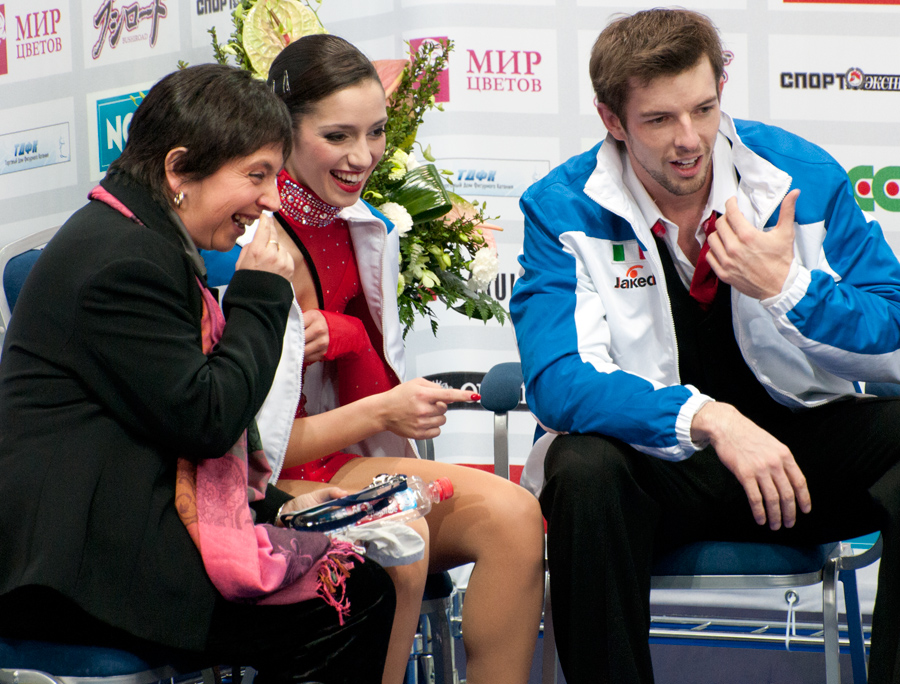
Berton e Hotárek con l'allenatrice Franca Bianconi alla Cup of Russia 2011.

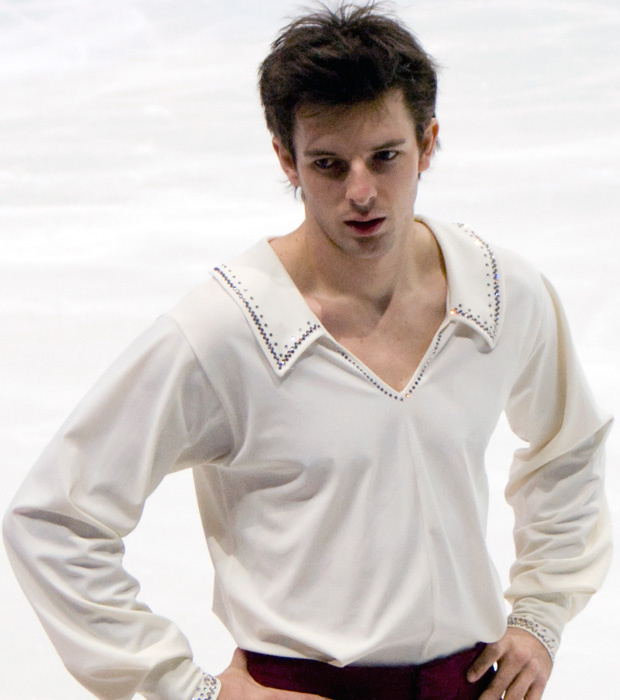
Hotárek alla Cup of Russia 2010

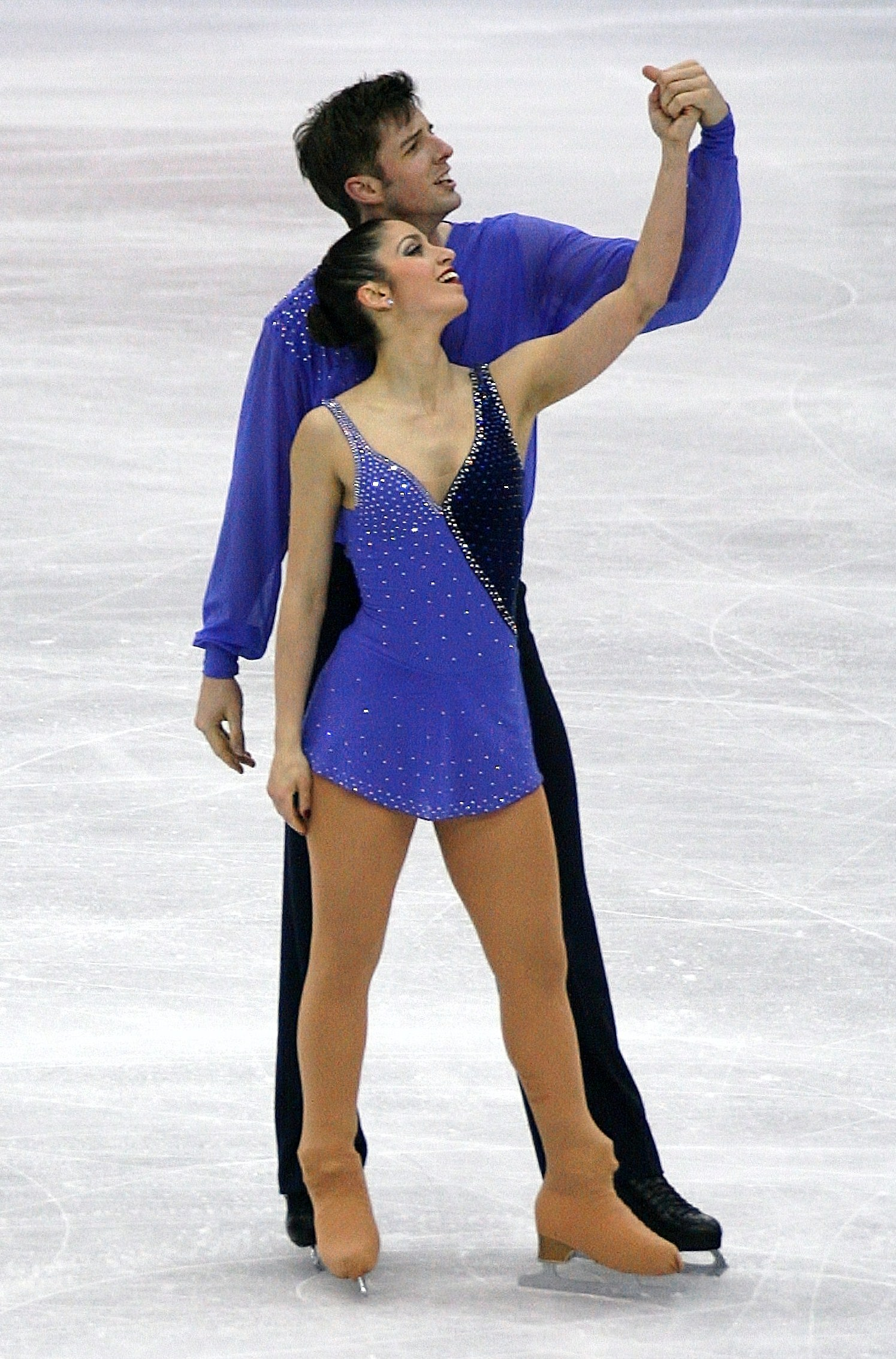
Berton e Hotárek ai campionati mondiali 2012

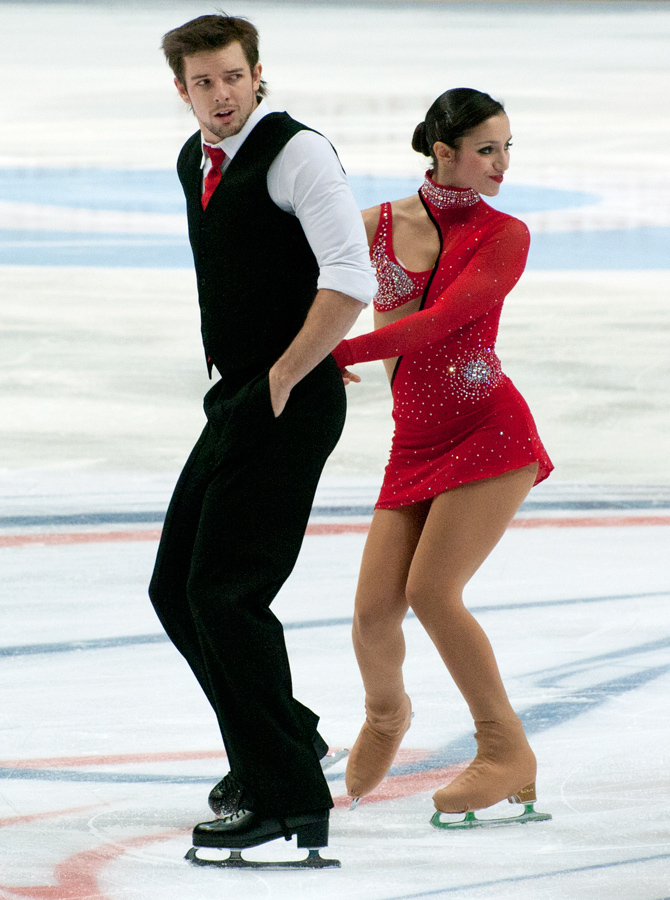
Berton e Hotárek alla Cup of Russia 2011

(con Valentina Marchei)
| Risultati                     | Risultati      | Risultati      | Risultati      | Risultati      |
| Internazionali                | Internazionali | Internazionali | Internazionali | Internazionali |
| Evento                        | 2014-15        | 2015-16        | 2016-17        | 2017-18        |
| ----------------------------- | -------------- | -------------- | -------------- | -------------- |
| Olimpiadi                     |                |                |                | 6º             |
| Campionati mondiali           | 11º            | 14º            | 9º             | 10º            |
| Campionati europei            | 4º             | 5º             | 6º             | 5º             |
| GP Cup of China               |                |                |                | 5º             |
| GP Rostelecom Cup             |                | 6º             | 4º             | 4º             |
| GP Skate Canada               |                | R              |                |                |
| CS Golden Spin                | 2º             |                |                |                |
| CS Warsaw Cup                 | 3º             |                | 1º             | 1º             |
| CS Lombardia Trophy           |                |                | 2º             | 3º             |
| Lombardia Trophy              |                | 1º             |                |                |
| Siebt Memorial                |                | 1º             |                |                |
| Nazionali                     |                |                |                |                |
| Campionati italiani           | 1º             | 2º             | 2º             | 2º             |
| TBD = Assegnata; R = Ritirati |                |                |                |                |

(con Stefania Berton per l'Italia)
| Risultati | Risultati      | Risultati      | Risultati      | Risultati      | Risultati      | Risultati      | Risultati      | Risultati      | Risultati      | Risultati      | Risultati      | Risultati      | Risultati      |
| Internazionali | Internazionali | Internazionali | Internazionali | Internazionali | Internazionali | Internazionali | Internazionali | Internazionali | Internazionali | Internazionali | Internazionali | Internazionali | Internazionali |
| Evento | 2009–2010      | 2010–2011      | 2011-2012      | 2012-2013      | 2013-2014      |                |                |                |                |                |                |                |                |
| --- | -------------- | -------------- | -------------- | -------------- | -------------- | -------------- | -------------- | -------------- | -------------- | -------------- | -------------- | -------------- | -------------- |
| Giochi olimpici invernali |                |                |                |                | 11º            |                |                |                |                |                |                |                |                |
| Campionati mondiali | 11º            | 10º            | 11º            | 10º            | 9º             |                |                |                |                |                |                |                |                |
| Campionati europei |                | 5º             | 4º             | 3º             | 4º             |                |                |                |                |                |                |                |                |
| GP Cup of Russia |                | 6º             | 3º             |                |                |                |                |                |                |                |                |                |                |
| GP NHK Trophy |                |                | 4º             |                |                |                |                |                |                |                |                |                |                |
| GP Skate Canada |                |                |                | 3º             | 1º             |                |                |                |                |                |                |                |                |
| GP Trophée Eric Bompard |                |                |                | 3º             |                |                |                |                |                |                |                |                |                |
| GP Skate America |                |                |                |                | 5º             |                |                |                |                |                |                |                |                |
| Ice Challenge | 3º             |                |                |                |                |                |                |                |                |                |                |                |                |
| Nebelhorn Trophy |                | 2º             |                |                |                |                |                |                |                |                |                |                |                |
| Ondrej Nepela Memorial |                |                | 2º             | 2º             |                |                |                |                |                |                |                |                |                |
| NRW Trophy | 2º             | 1º             |                | 2º             |                |                |                |                |                |                |                |                |                |
| Lombardia Trophy |                |                |                |                | 1º             |                |                |                |                |                |                |                |                |
| Merano Cup |                |                |                |                | 1º             |                |                |                |                |                |                |                |                |
| Nazionali |                |                |                |                |                |                |                |                |                |                |                |                |                |
| Campionati italiani | 2º             | 1º             | 1º             | 1º             | 1º             |                |                |                |                |                |                |                |                |
| Eventi in squadra |                |                |                |                |                |                |                |                |                |                |                |                |                |
| Giochi olimpici invernali |                |                |                |                | 4º             |                |                |                |                |                |                |                |                |
| World Team Trophy |                |                | 6ºS / 5ºP      |                |                |                |                |                |                |                |                |                |                |
| GP= Grand Prix; S = Risultato della Squadra; P = Risultato Personale (N.B. le medaglie sono state consegnate solo per i risultati della squadra) |                |                |                |                |                |                |                |                |                |                |                |                |                |

(con Laura Magitteri per l'Italia)
| Risultati                | Risultati | Risultati | Risultati |
| Eventi                   | 2006–2007 | 2007–2008 | 2008–2009 |
| ------------------------ | --------- | --------- | --------- |
| Campionati mondiali      | 16º       | 13º       |           |
| Campionati europei       | 9º        | 11º       |           |
| Campionati italiani      | 1º        | 1º        | 3º        |
| NHK Trophy               |           |           | 6º        |
| Cup of Russia            |           | 8º        |           |
| Skate America            |           | 6º        |           |
| Nebelhorn Trophy         |           | R         | 9º        |
| Coupe International Nice | 3º        |           |           |

R = Ritirati

### Carriera individuale
(per la Repubblica Ceca)
| Eventi                             | 1998–1999 | 1999–2000 | 2000–2001 | 2001–2002 | 2002–2003 | 2003–2004 |
| ---------------------------------- | --------- | --------- | --------- | --------- | --------- | --------- |
| Campionati cechi                   |           |           |           | 4º        | 3º        | 3º        |
| Campionati cechi giovanili         | 4º        | 3º        | 3º        | 3º        | 2º        |           |
| Ondrej Nepela Memorial             |           |           |           |           | 6º        |           |
| European Youth Olympic Days        |           |           |           |           | 7º J.     |           |
| Junior Grand Prix, Belgrado        |           |           |           |           | 13º       |           |
| Junior Grand Prix, Italia          |           |           |           | 15º       |           |           |
| Junior Grand Prix, Repubblica Ceca |           |           |           | 12º       |           |           |
| Grand Prize SNP                    |           |           | 3º J.     | 5º        |           |           |

- J = Livello Junior

## Risultati

### Carriera di coppia
(con Valentina Marchei)
| stagione 2014-2015  |                          |         |          |           |
| Data                | Evento                   | SP      | FS       | Risultato |
| 4-7 dicembre 2014   | CS Golden Spin of Zagreb | 2 55.18 | 2 112.00 | 2 167.18  |
| 20-23 novembre 2014 | CS Warsaw Cup            | 4 52.32 | 3 102.28 | 3 154.60  |

(con Stefania Berton per l'Italia)
| stagione 2013-2014          |                                          |          |           |           |
| Data                        | Evento                                   | SP       | FS        | Risultato |
| 24-30 marzo 2014            | Campionati mondiali 2014                 | 10 62.73 | 7 121.55  | 9 184.28  |
| 7-23 febbraio 2014          | Giochi olimpici invernali 2014 - Coppie  | 11 63.57 | 10 115.51 | 11 179.08 |
| 7-23 febbraio 2014          | Giochi olimpici invernali 2014 - Squadre | 4 70.31  | 3 120.82  | 4         |
| 13-19 gennaio 2014          | Campionati europei 2014                  | 5 69.22  | 4 126.39  | 4 195.61  |
| 18-21 dicembre 2013         | Campionati italiani 2014                 | 1 70.64  | 1 132.79  | 1 203.43  |
| 15-17 novembre 2013         | Merano Cup 2013                          | 1 67.11  | 1 125.58  | 1 192.69  |
| 24-27 ottobre 2013          | Skate Canada International 2013          | 2 69.38  | 2 124.54  | 1 193.92  |
| 17-20 ottobre 2013          | Skate America 2013                       | 4 63.85  | 5 116.42  | 5 180.27  |
| 19-22 settembre 2013        | Lombardia Trophy 2013                    | 1 67.89  | 1 120.08  | 1 187.97  |
| stagione 2012-2013          |                                          |          |           |           |
| Data                        | Evento                                   | SP       | FS        | Risultato |
| 13-17 marzo 2013            | Campionati mondiali 2013                 | 9 59.07  | 10 112.70 | 10 171.77 |
| 21-27 gennaio 2013          | Campionati europei 2013                  | 3 64.28  | 3 123.17  | 3 187.45  |
| 19-22 dicembre 2012         | Campionati italiani 2013                 | 1 65.84  | 1 128.94  | 1 194.78  |
| 5-9 dicembre 2012           | NRW Trophy 2012                          | 3 58.85  | 2 119.79  | 2 178.64  |
| 16-18 novembre 2012         | Trophée Eric Bompard 2012                | 4 57.30  | 5 112.19  | 3 169.49  |
| 26-28 ottobre 2012          | Skate Canada International 2012          | 3 59.79  | 3 112.24  | 3 172.03  |
| 3-7 ottobre 2012            | Ondrej Nepela Memorial 2012              | 1 49.28  | 2 87.84   | 2 137.12  |
| stagione 2011-2012          |                                          |          |           |           |
| Data                        | Evento                                   | SP       | FS        | Risultato |
| 19-22 aprile 2012           | ISU World Team Trophy 2012               | 3 59.28  | 5 99.46   | 5 158.74  |
| 26 marzo-1º aprile 2012     | Campionati mondiali 2012                 | 9 60.39  | 11 107.77 | 11 168.16 |
| 23-29 gennaio 2012          | Campionati europei 2012                  | 4 54.38  | 4 104.61  | 4 158.99  |
| 15-18 dicembre 2011         | Campionati italiani 2012                 | 1 62.48  | 1 118.60  | 1 181.08  |
| 24-27 novembre 2011         | Rostelecom Cup 2011                      | 3 60.13  | 3 107.89  | 3 168.02  |
| 10-13 novembre 2011         | NHK Trophy 2011                          | 3 56.23  | 5 107.60  | 4 163.83  |
| 26-30 ottobre 2011          | Coupe Internationale de Nice 2011        | 1 57.64  | 2 110.22  | 1 167.86  |
| 28 settembre-2 ottobre 2011 | Ondrej Nepela Memorial 2011              | 3 54.68  | 2 109.15  | 2 163.83  |
| stagione 2010-2011          |                                          |          |           |           |
| Data                        | Evento                                   | SP       | FS        | Risultato |
| 21-27 marzo 2011            | Campionati mondiali 2011                 | 9 57.63  | 11 99.52  | 10 157.15 |
| 24-30 gennaio 2011          | Campionati europei 2011                  | 4 60.08  | 5 104.75  | 5 164.83  |
| 16-19 dicembre 2010         | Campionati italiani 2011                 | 1        | 1         | 1 161.82  |
| 2-5 dicembre 2010           | NRW Trophy 2010                          | 1        | 1         | 1 153.91  |
| 18-21 novembre 2010         | Cup of Russia 2010                       | 7 49.78  | 6 101.07  | 6 150.85  |
| 23-26 settembre 2010        | Nebelhorn Trophy 2010                    | 2        | 2         | 2 155.21  |
| stagione 2009-2010          |                                          |          |           |           |
| Data                        | Evento                                   | SP       | FS        | Risultato |
| 22-28 marzo 2010            | Campionati mondiali 2010                 | 11 54.58 | 11 95.20  | 11 149.78 |
| 17-20 dicembre 2009         | Campionati italiani 2010                 | 2        | 1         | 2 158.46  |
| 2-6 dicembre 2009           | NRW Trophy 2009                          | 2 53.57  | 1 93.86   | 2 147.43  |
| 28 ottobre-1º novembre 2009 | Ice Challenge 2009                       | 3 53.15  | 2 98.62   | 3 151.77  |